# أوقست ليمان
أوقست ليمان (26 يناير 1909 في سويسرا - 13 سبتمبر 1973) هو لاعب كرة قدم سويسري في مركز الدفاع، شارك في كأس العالم 1938. وشارك مع منتخب سويسرا لكرة القدم. أما مع النوادي، فقد لعب مع نادي زيورخ ونادي سانت غالن ونادي غراسهوبر زيوريخ ونادي لوزان.

## وصلات خارجية
- أوقست ليمان على موقع الاتحاد الدولي (مؤرشف)  (الإنجليزية)
- أوقست ليمان على موقع قاعدة بيانات كرة القدم.إي يو (الإنجليزية)
- أوقست ليمان على موقع ناشيونال فوتبول تيمز (الإنجليزية)
- أوقست ليمان على موقع Soccerway.com (الإنجليزية)
- أوقست ليمان على موقع عالم كرة القدم.نت (الإنجليزية)